# Licania sothersiae
Licania sothersiae là một loài thực vật có hoa trong họ Cám. Loài này được Prance mô tả khoa học đầu tiên năm 2001.